# 회암선
회암선(灰岩線)은 함경북도 경흥군 학송로동자구에 있는 학송역과 오봉역을 잇는 10.4km의 노선으로, 아오선(阿梧線)이나 오봉선(梧鳳線)으로도 불린다. 조선석탄공업주식회사(朝鮮石炭工業株式會社)에서 본래 석탄수송을 위한 전용철도를 개량해서, 1938년에 여객 영업을 하게 되었다.

## 노선 정보
- 노선과 거리 : 학송역~오봉역 10.4km
- 역 수 : 4개(양단역 포함)
- 궤도 구간 : 1435mm(표준궤)
- 전철화 구간 : 없음
- 복선 구간 : 없음

## 역사
- 일자 불명 : 개통
- 1938년 9월 9일 : 아오지역(학송역)과 회암역 구간에서 여객 영업을 개시함[1]
- 1942년 9월 14일 : 회암역과 오봉역 구간 개통[2]

## 역 목록
- 학송역(鶴松驛)
- 회암역(灰岩驛)
- 은덕역(恩德驛)
- 오봉역(梧鳳驛)

## 참고 문헌
- 고쿠부 하야토(国分隼人), 《将軍様の鉄道 北朝鮮鉄道事情》, 新潮社, 2007, ISBN 978-4-10-303731-6